# Wiesław Mering

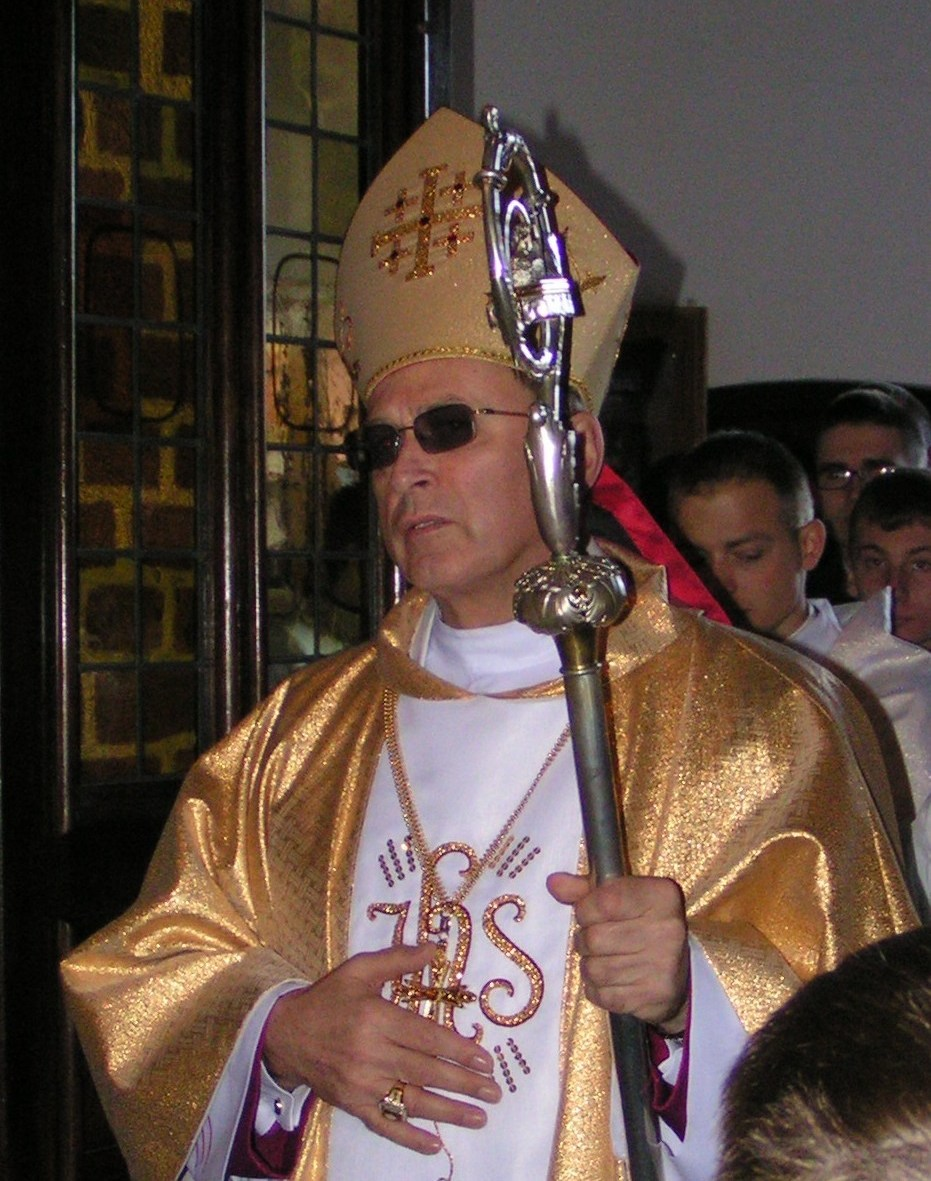
Bischof Wiesław Mering (2007)

Bischofswappen von Wiesław Mering

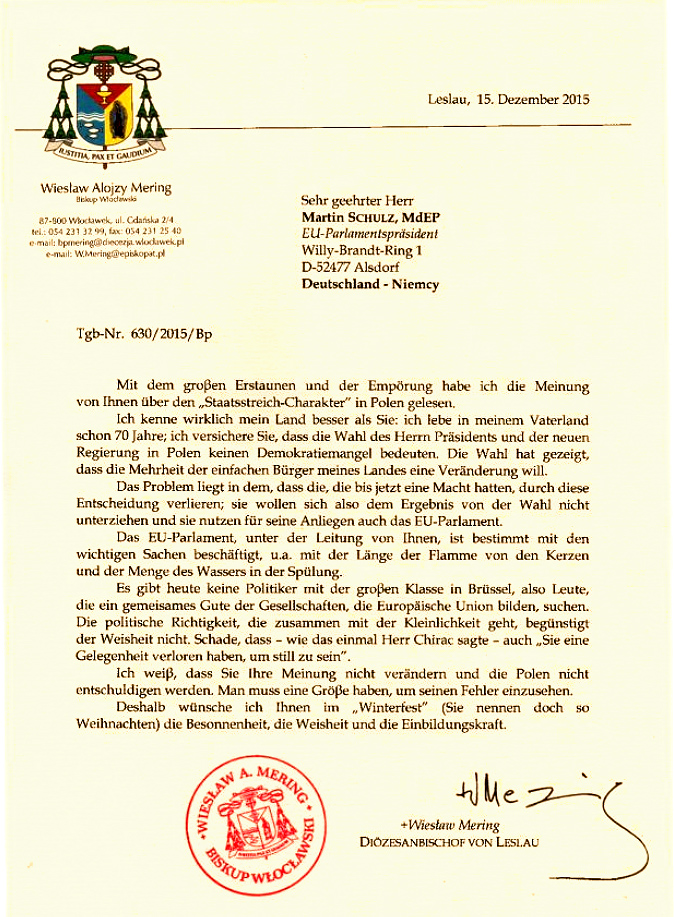
Brief an Martin Schulz

Wiesław Alojzy Mering (* 10. Dezember 1945 in Zuckau, Woiwodschaft Pommern, Polen) ist ein polnischer Geistlicher und emeritierter römisch-katholischer Bischof von Włocławek.

## Leben
Der Weihbischof in Chelmno, Zygfryd Ignacy Kowalski, spendete ihm am 21. Mai 1972 die Priesterweihe.
Papst Johannes Paul II. ernannte ihn am 25. März 2003 zum Bischof von Włocławek. Die Bischofsweihe spendete ihm der Apostolische Nuntius in Polen, Józef Kowalczyk, am 26. April desselben Jahres; Mitkonsekratoren waren Bronisław Dembowski, emeritierter Bischof von Włocławek, und Jan Szlaga, Bischof von Pelplin. Sein Wahlspruch lautete Iustitia, pax et gaudium.
Am 15. Dezember 2015 sandte er einen Brief an den EU-Parlamentspräsidenten Martin Schulz und kritisierte darin dessen Bezeichnung der Gesetzesänderungen nach den Parlamentswahlen in Polen 2015 als „Staatsstreich“.
Papst Franziskus nahm am 27. April 2021 seinen altersbedingten Rücktritt an.